# Hugo Karpf

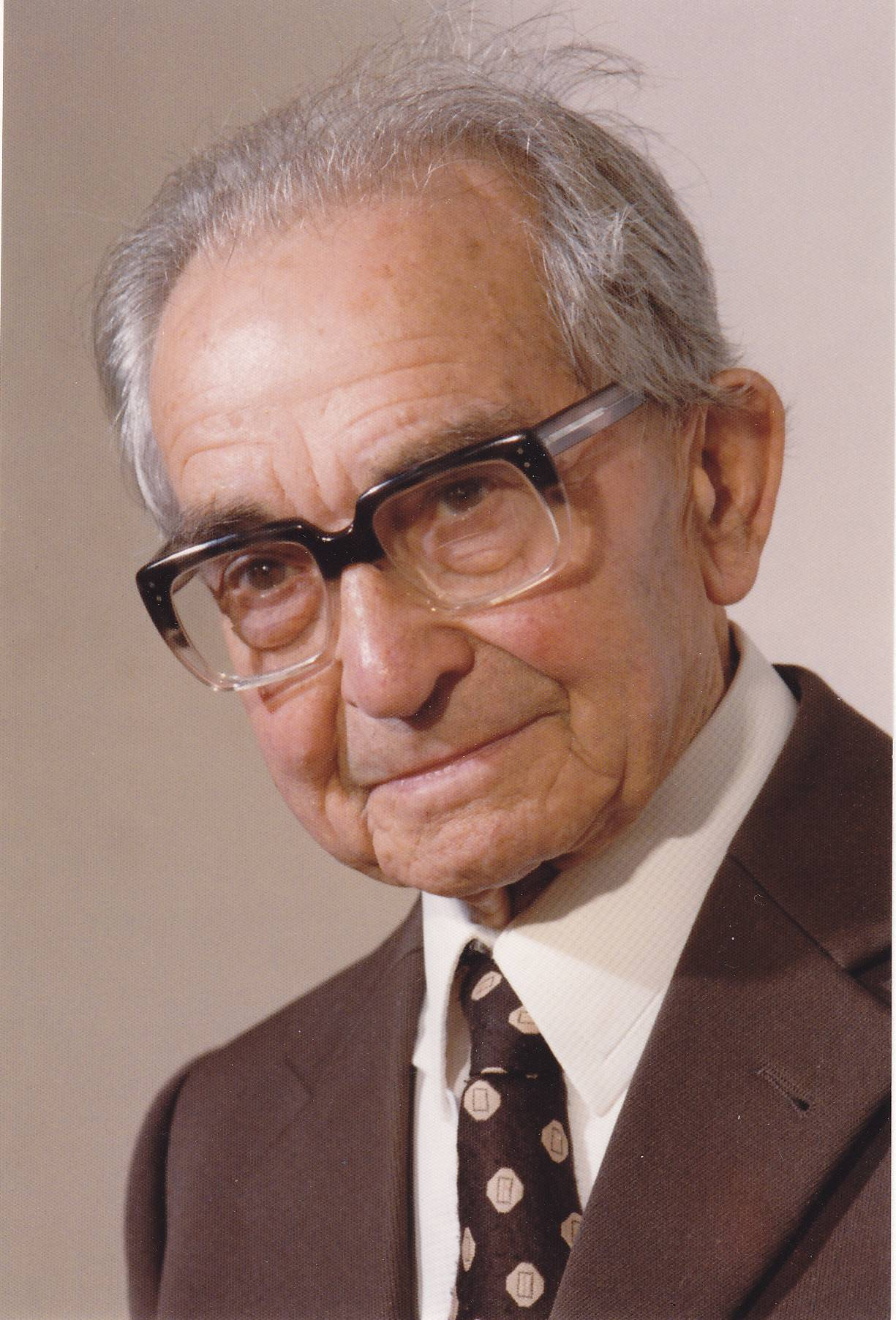
Hugo Karpf (1985)

Hugo Karpf (* 17. Januar 1895 in Wüstenzell bei Marktheidenfeld; † 19. Juli 1994 in Aschaffenburg) war ein deutscher Politiker (BVP, CSU).

## Leben und Beruf
Karpf war gelernter Schneider und schloss sich vor dem Ersten Weltkrieg der christlichen Gewerkschaftsbewegung an. Er nahm am Ersten Weltkrieg teil und geriet in britische Gefangenschaft. Nach 1918 wurde er Angestellter beim Verband christlicher Arbeitnehmer. Nach seinen Mandaten als Reichstagsabgeordneter und nach der Zwangsauflösung der Gewerkschaften durch die Nationalsozialisten arbeitete Karpf infolge Berufsverbot als Hilfsarbeiter, später als Zuschneider. Gemeinsam mit dem Sozialdemokraten Jean Stock gründete er einen oppositionellen Freundeskreis, der den von Nationalsozialisten bedrängten Bürgern in Aschaffenburg Hilfe und Zuflucht bot. Als bekennender Katholik wurde er in den Dritten Orden der Franziskaner aufgenommen. 1939 wurde er als „politisch unzuverlässig“ in die Pferdebeschaffungskommission am Bayerischen Untermain eingezogen. 1945 wurde er als Feldwebel aus dem Heeresdienst entlassen. Karpf gehörte mit Bernhard Junker und Benno Lehmann zu den Gründern der Einheitsgewerkschaft DGB in Aschaffenburg. Außerdem war er als Gewerkschaftssekretär im Bekleidungsgewerbe tätig. 1947 trat er der Vereinigung der Verfolgten des Naziregimes bei. Er wurde zum Mitglied des Verwaltungsrates der Deutschen Bundespost und für die Dauer von zwölf Jahren zum Richter im Bundesarbeitsgericht berufen. Er war Mitglied des Stadtrates der Stadt Aschaffenburg. 

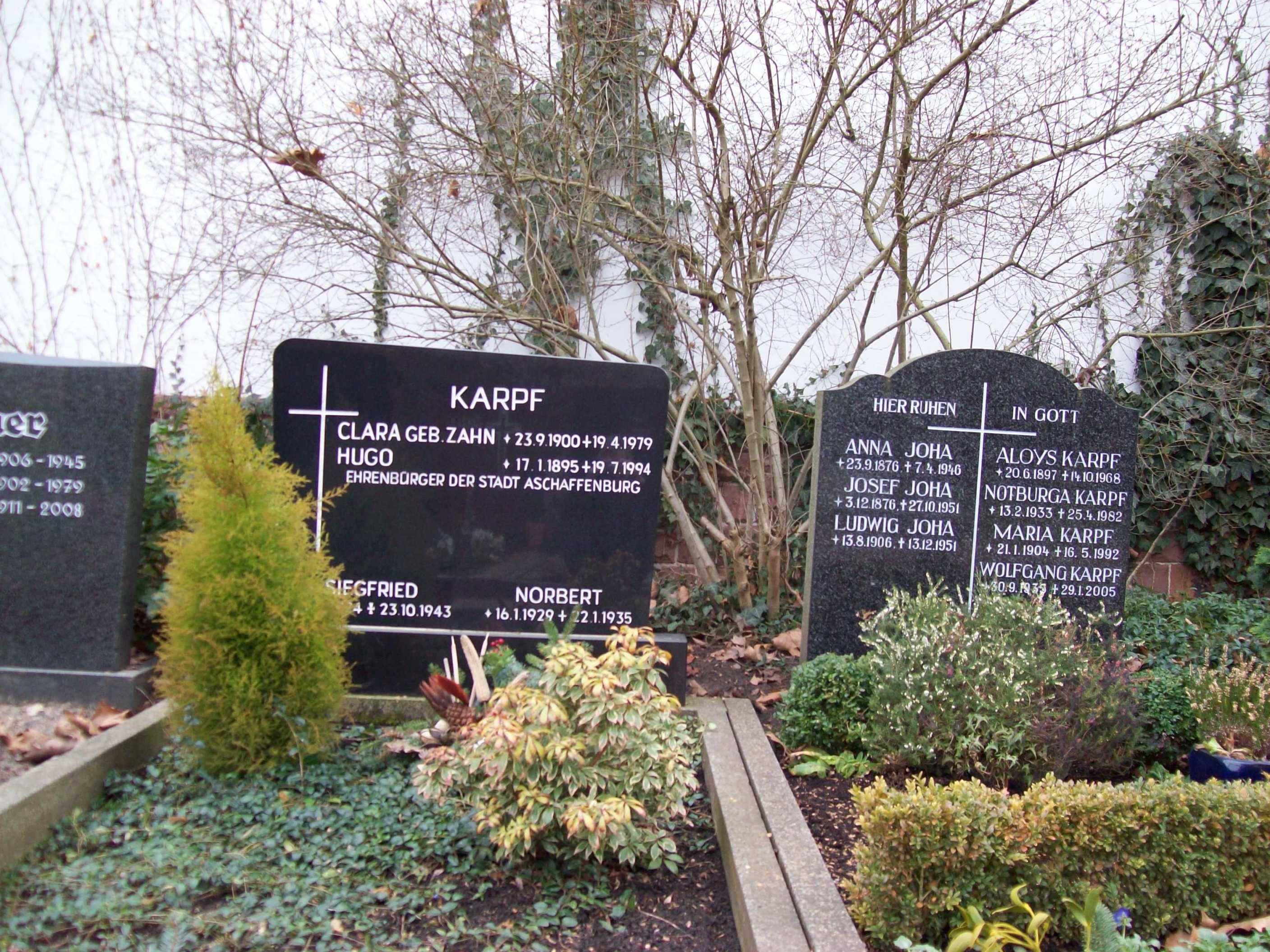
Grabstätte im Aschaffenburger Altstadtfriedhof

Hugo Karpf heiratete 1923 Klara Maria Zahn. Aus dieser Ehe gingen acht Kinder hervor. 1979 verstarb seine Frau. Hugo Karpf starb 1994 im Alter von 99 Jahren. Seine letzte Ruhestätte fand er auf dem Aschaffenburger Altstadtfriedhof.

## Partei
Nach dem Ersten Weltkrieg schloss sich Karpf der Bayerischen Volkspartei (BVP) an. Nach dem Zweiten Weltkrieg erhielt er 1945 mit weiteren Antragstellern von der Militärregierung in Bayern die Erlaubnis, eine politische Partei zu gründen, die sie Christlich Demokratische Partei (CDP) Aschaffenburg nannten. Diese Partei schloss sich kurze Zeit später mit Zustimmung der Militärregierung am 8. Januar 1946 mit der Christlich-Sozialen Union in Bayern zusammen.

## Abgeordneter
Bereits 1932 und 1933 war Karpf BVP-Reichstagsabgeordneter für den Wahlkreis Franken; da er erst im Juli 1933 für einen anderen Abgeordneten nachrückte, war er nicht – wie der Rest der BVP-Abgeordneten – an der Zustimmung zu Hitlers Ermächtigungsgesetz beteiligt. Karpf war 1947 bis 1949 Mitglied des Wirtschaftsrates der Bizone und 1946 Mitglied der Verfassunggebenden Landesversammlung Bayerns. Er gehörte dem Deutschen Bundestag seit dessen erster Wahl 1949 bis 1957 an, wobei er sowohl 1949 als auch 1953 im Wahlkreis Aschaffenburg direkt gewählt wurde. In beiden Parlamenten setzte er sich insbesondere für die Rechte der Heimarbeiter ein, eine Arbeitsform, die in seinem Beruf besonders häufig vorkam. Sein Engagement brachte ihm den ehrenden Beinamen „Vater der Heimarbeiter“ ein.

## Auszeichnungen
- 1917: Eisernes Kreuz 2. Klasse
- 1920: Verwundetenabzeichen in Schwarz
- 1957: Konrad-Adenauer-Medaille
- 1960: Bundesverdienstkreuz 1. Klasse
- 1961: Bayerischer Verdienstorden
- 1965: Großes Bundesverdienstkreuz
- 1970: Bayerische Staatsmedaille für soziale Verdienste
- 1971: Ehrenplakette der CSU Aschaffenburg
- 1985: Sankt-Bruno-Medaille des Bistums Würzburg
- 1985: Bischof-Ketteler-Medaille der KAB Süddeutschland
- 1985: Ehrenmitgliedschaft des Kolpingwerkes
- 1985: Ehrenbürgerwürde der Stadt Aschaffenburg
- 1986: Ehrenzeichen des Kolpingwerkes Deutscher Zentralverband
- 1986: Bayerische Verfassungsmedaille in Silber
- 1991: Großes Bundesverdienstkreuz mit Stern und Schulterband

## Schriften
- mit Karl Fitting: Heimarbeitsgesetz vom 14. März 1951 mit Durchführungsverordnung (Kommentar). 1953.
- Heimarbeit und Gewerkschaft. Ein Beitrag zur Sozialgeschichte der Heimarbeit im 19. und 20. Jahrhundert. 1980.
- Aufzeichnungen und Erinnerungen. In: Abgeordnete des Deutschen Bundestages. Aufzeichnungen und Erinnerungen. Band 3, Boppard am Rhein 1985, S. 89–139.
- Mein Lebensweg durch neun Jahrzehnte. Köln 1987.
- Meine Erinnerungen. (Hrsg.) Hermann Karpf. Aschaffenburg 2007, 2. Auflage 2012.